# Inzerillo-Familie

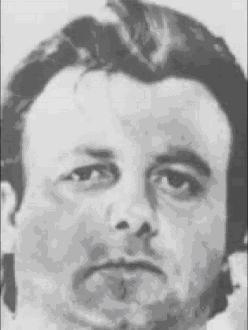
Salvatore Inzerillo

Die Inzerillo-Familie war eine bedeutende kriminelle Organisation der Palermitaner Mafiafamilien. Sie gehörte einst zu den mächtigsten Familien Siziliens und war mit Carlo Gambino und seiner Familie in New York verbunden. In der Neuzeit gab es eine Verbindung zu den internationalen Heroingeschäften von John Gambino und Frank Cali.

## Geschichte
Die kriminellen Geschäfte der Inzerillo-Familie, zu denen hauptsächlich Rauschgifthandel und Geldwäsche gehörten, entstanden in den 1950er Jahren und konzentrierten sich anfangs auf Palermo und sein Umland. Sie waren ursprünglich im Mandamento Passo di Rigano ansässig. Zu ihren Alliierten zählten die Santa Maria di Gesù-Familie unter Stefano Bontade, der Greco-Clan aus Ciaculli und Croceverde-Giardini, sowie die Gambino-Familie der Fünf Familien in den USA. Die Corleonesi, die sie im Zweiten Mafiakrieg (1981–1983) jagten und stark dezimierten, gehörten zu ihren Rivalen.
Gründer, beziehungsweise Stammvater, des Inzerillo-Clans war Salvatore „Totuccio“ Inzerillo (1944–1981), der mit Giuseppa Di Maggio, Tochter von Rosario Di Maggio, dem damaligen Capomafia der Passo-di-Rigano-Familie verheiratet war. Salvatore hatte zwei Söhne, Giuseppe (* 1964; † 12. Juni 1981 in Palermo) und Giovanni (* 30. April 1972 in Brooklyn/New York). Zwischen den Inzerillos und den Familien Spatola, Mannino, Castellano, Gambino und Di Maggio bestanden Blutsverwandtschaften (z. T. durch Überkreuz-Heiraten) und vielseitige Geschäftsbeziehungen.
1978 hatte Salvatore Inzerillo nach seinem Vorgänger, seinen Onkel Rosario Di Maggio, zeitweilig den Vorsitz über die Cupola.
Etwa ein halbes Jahrhundert lang galten die Familie aufgrund ihrer Machtfülle als „Mafia-Aristokratie“ von Palermo. 1956 ließen sich Familienmitglieder der Inzerillos in Cherry Hill/New Jersey nieder. Carlo Gambino, Cousin von Salvatore Inzerillo, fungierte dort als Protegé des Inzerillo-Gambino-Spatola-Netzwerks.
Am 6. August 1980 ließ Inzerillo den Richter Gaetano Costa, der einen Haftbefehl gegen Rosario Spatola unterzeichnet hatte, ohne die Erlaubnis der Cupola töten.
Auf Sizilien war der Clan historisch mit dem Capomafia Stefano Bontade und Gaetano Badalamenti verbündet und stieg früh in das Heroingeschäft ein. Mithilfe der Gewinne aus dem Drogenhandel erwirtschaftete die Familie großen Reichtum, was Begehrlichkeiten der Corleone-Familie unter Salvatore Riina und Bernardo Provenzano erweckte, die ebenfalls mit einer bis dato nie gekannten Gewalt in dieses Geschäft einsteigen wollten.
Salvatore Inzerillo hatte die Vision eines international agierenden „Super-Clans“ mit einer Art weltweiten Herrschaft. Er suchte mithilfe der Gambino in den USA nach einer Beteiligung im Glückspiel von Atlantic City, dem Ausbau des Rauschgifthandels und Immobilien in Südamerika, die von Tommaso Buscetta akquiriert werden sollten.
Inzerillo führte sein Unternehmen nach modernen Gesichtspunkten, u. a. unter Verwendung von Tarnfirmen, Fernschreibern und bargeldlosen Schecks anstatt auffälliger Geldkoffer. Kontrolleure wurden eingesetzt, um nach modernen Gesichtspunkten bei den einzelnen Filialen eine höhere Arbeitsmoral zu erreichen. Inzerillos führte das Business durch Aufkauf kleinerer Unternehmen und Handelslinien (auch unter der Anwendung von Gewalt) und Diversifikation.
Der Untergang des Inzerillo-Clan begann mit dem Zusammenschluss der vormals verbündeten Greco aus Ciaculli und Marchese vom Corso dei Mille, welche unbemerkt die Seiten wechselten und der geplanten aggressiven Machtübernahme durch die Corleonesi, die eine Todesschwadron formierten.
Die Feindseligkeiten des Zweiten Mafiakrieges wurden seitens der Corleonesi am 23. April 1981 durch die Ermordung von Stefano Bontade und am 10. Mai 1981 von Salvatore Inzerillo eröffnet. Inzerillo starb in einem, von vier Tätern einer „Squadra della Morte - Todesschwadron“ abgegebenen, Kugelhagel aus AK-47 Schnellfeuergewehren durch Schüsse in den Kopf und konnte von der Polizei nur noch anhand seiner Fingerabdrücke identifiziert werden. Salvatore war sich zuvor noch sicher gewesen, keine Bluttat aus Corleone zu erwarten, da er in deren Auftrag noch einen Geldeingang für eine Lieferung von 50 Kilogramm Heroin in die USA erwartete. Doch die Corleonesi wollten sie vollständig und radikal vom Markt ausschalten. In der darauf folgenden Zeit wurden die Angehörigen der Inzerillo-Familie auf Befehl von Salvatore Riina systematisch und gnadenlos verfolgt.
Nach der Beerdigung von Salvatore Inzerillo, an der die wichtigsten Angehörigen der Cosa Nostra teilnahmen, begann ein panikartiger Exodus der Inzerillo-Familie aus Uditore meist in die USA. Zu den direkten Verwandten gesellten sich auch Leibwächter und kleinere Mitläufer. Viele verschwanden oder tauchten tot wieder auf. Nur zwei Inzerillo aus einer Nebenlinie überlebten das Massaker der Corleonesi.
Zwei weitere prominente Opfer waren Santino „Santo“ und Pietro Inzerillo. Santo, Salvatores Bruder, wurde am 26. Mai 1981 in Palermo erwürgt, als er Totò Riina ein Friedensangebot in Form eines Koffers mit Drogengeld als Versöhnungsgeschenk unterbreiten wollte; und Pietro Inzerillo wurde am 15. Januar 1982 aus einem Restaurant in Trenton/New Jersey entführt. Wenig später fand man seine enthauptete Leiche in einem Kofferraum mit Dollarscheinen in Mund und Genitalbereich, um damit auszudrücken, dass er „zu gierig“ geworden war.
Daraufhin flohen die Inzerillos, mit Ausnahme von Filippa Spatola, Salvatore Inzerillos Frau und Sohn Giovanni in die Vereinigten Staaten. Sie wurden als “gli Scappati”, als die Flüchtigen bezeichnet. Unter dem Druck der amerikanischen Cosa Nostra beschloss die sizilianische Mafia-Kommission, dem Rest der Inzerillo-Familie eine Begnadigung zu gewähren, jedoch unter der Bedingung, dass keiner von ihnen oder ihre Nachkommen jemals nach Sizilien zurückkehren würde.
Erst Anfang 2000 kehrten Angehörige der Inzerillo-Familie, darunter Franco Inzerillo, wieder in ihre Heimat zurück. Im Sommer 2007 schien eine neue Mordserie in Palermo einen neuen Mafia-Krieg einzuleiten. Giovanni Inzerillo, Salvatores Sohn, wurde am 7. Februar 2008 in der Antimafia-Operation „Old Bridge“ gegen die New Yorker Gambinos und ihre, am Drogenhandel beteiligten Verbindungen in Palermo, verhaftet und angeklagt.

## Bedeutende Angehörige des Inzerillo-Clans
- Salvatore Inzerillo (1944–1981)
- Santo Inzerillo (1946–1981)
- Pietro Inzerillo (1949–1981)